# Ion Pantazi

Ion Pantazi

Ion Pantazi (n. 26 iulie 1920, București – d. 9 august 1996, München) a fost un ofițer și publicist român în exil, fiul generalului Constantin Pantazi.

## Biografie
În 1940 a absolvit liceul militar din Cernăuți și în 1942 Școala Militară de Ofițeri de Cavalerie, cu gradul de sublocotenent. La câteva zile după absolvirea școlii a plecat pe front, în cadrul Regimentulului 9 Roșiori.
A fost decorat cu: Ordinul „Coroana României” clasa a V-a, Steaua României clasa a V-a, Ordinul Mihai Viteazul, Crucea de Fier clasa a II-a și clasa I-a.
La 10 mai 1945, a fost avansat la gradul de locotenent. La 1 martie 1946, a fost scos din cadrul activ al armatei (deblocat), exmatriculat ca student la drept aflat în anul IV de studii și a fost arestat. În 1947 fost înaintat la gradul de căpitan în rezervă, cu vechimea pe anul 1946 recunoscută (în timpul detenției - ceea ce a reprezentat una dintre marile curiozități ale regimului comunist). A executat 16 ani de detenție în patru etape, totalizând 10 ani închisoare, cu condamnare, și 6 ani fără justificare juridică, cu domiciliu forțat în câteva case conspirative. A fost eliberat la 1 iunie 1964.
A lucrat ca miner și maistru miner la hidrocentralele: Argeș, Lotru și Someș. Fiind pensionat de boală, după 11 cereri respinse, a primit în aprilie 1978 pașaport de turist și a rămas ca azilant politic la München, în Republica Federală Germania.
A debutat ca ziarist la Stindardul, periodic înființat și condus de Ion V. Emilian în perioada 1959-1985. A scris în același timp și pentru Curierul din Los Angeles, condus de Gabriel Bălănescu. În octombrie 1985 a început publicarea ziarului său propriu, Stindardul Românilor (apărut în perioada 1985-1988).
După mai multe încercări la Paris și Montreal de a uni exilul românesc, a încetat din viață la în august 1996 la München. Conform dorinței sale, urna i-a fost depusă la Cimitirul Ghencea militar.
"A urmat rearestarea, condamnarea la peste 120 de ani!!! și deținerea mea singur în lanțuri de mâini și de picioare, la Aiud și Gherla. Mâncarea mi se da o dată la două zile, ca și dusul la closet. În acești 10 ani nu m-am schimbat niciodată și bineînțeles urinam pe mine. Sunt recunoscător comuniștilor pentru regimul ce mi l-au aplicat, deoarece aici am învățat să nu-mi fie frică nici de viață, oricât de grea ar fi."

## Lucrări publicate
- Am trecut prin iad, vol. I+II, Editura Dacia, 2003[3][4]